# Егзодус Јермена из Нагорно-Карабаха
У септембру 2023, Азербејџан је извео једнодневну војну офанзиву која је довела до капитулације владе Нагорно-Карабаха и расформирања њених оружаних снага. Пре офанзиве становништво отцепљеног региона бројало је око 120.000 људи, али надолазеће преузимање власти од стране Азербејџана и страх од геноцида и етничког чишћења довели су до тога да је преко 100.000 људи избегло до јутра 30. септембра.

## Историјат
Конфликт у Нагорно-Карабаху је етнички и територијални сукоб између Јерменије и Азербејџана око региона Нагорно-Карабаха, који је насељен већином етничким Јерменима. Регион Нагорно-Карабаха у потпуности полаже право и делимично дефакто контролише отцепљена Република Арцах, али је међународно признат као део Азербејџана. Азербејџан де факто контролише једну трећину региона Нагорно-Карабаха, као и седам околних округа. Конфликт је ескалирао 1988. године, када су Карабашки Јермени затражили пренос региона из Совјетског Азербејџана у Совјетску Јерменију, што је изазвало Први рат у Нагорно-Карабаху. Крајем 2020. године велики Други рат у Нагорно-Карабаху резултирао је хиљадама жртава и значајном победом Азербејџана. Примирје је успостављено тространим споразумом о прекиду ватре 10. новембра, што је резултирало губитком територија које окружују Нагорно-Карабах, као и једне трећине самог Нагорно-Карабаха. Кршења примирја у Нагорно-Карабаху и на јерменско-азербејџанској граници настављена су након рата 2020. године, уз повремене, али редовне жртве.
Азербејџан је од децембра 2022. блокирао Републику Арцах од спољног света, кршећи споразум о прекиду ватре из 2020. и међународне правне одлуке. Азербејџанска влада је заузела територију око коридора Лачин и унутар Арцаха и Јерменије, блокирала алтернативне обилазнице и поставила војни контролни пункт. Азербејџан је такође саботирао критичну цивилну инфраструктуру Арцаха, укључујући гас, струју и приступ интернету. Бројне земље, међународне организације и посматрачи људских права осудили су блокаду Азербејџана и сматрају је обликом хибридног ратовања, етничког чишћења и геноцида.
Дана 19. септембра 2023. године, кршећи услове о прекиду ватре из 2020, Азербејџан је започео офанзиву великих размера на Републику Арцах. Током 24-часовног напада, било је на стотине погинулих са обе стране, као и 5 руских мировњака. Након што је влада Републике Арцах пристала на капитулацију, Азербејџан је после неколико дана преговора отворио пут ка Јерменији. Ова одлука је омогућила онима који су желели да напусте своје домове. Сходно томе, значајан број Јермена је почео да напушта регион од 24. септембра па надаље.

## Избеглиштво
Прва група избеглица је 24. септембра стигла до Јерменије преко граничног прелаза Корниџор, са 1.050 избеглица које су тог дана стигле према јерменској влади. Како су се шириле вести о могућности одласка, дошло је до поплаве људи који су бежали, при чему је број људи који су стигли у Јерменију достигао преко 65.000 до 28. септембра, што чини више од половине становништва Нагорно-Карабаха. Такође 27. септембра појавили су се извештаји да је Азербејџан ухапсио Рубена Вардањана, бившег високог владиног званичника у Арцаху и богатог бизнисмена док се спремао да уђе у Јерменију. До 30. септембра, број избеглица из Нагорно-Карабаха повећао се на преко 100.000.
Након месеци када је гориво било ограничено или уопште није било доступно, испорука горива је омогућила људима да напуне неке од својих аутомобила горивом за вожњу до Јерменије. Редови су били веома дуги на једној бензинској пумпи код Степанакерта, када је експлодирао подземни резервоар са ускладиштеним горивом од 50 тона, током чега је страдало најмање 68 људи а неколико стотина је повређено.
Извештаји кажу да је пут од Степанакерта до Јерменије данима закрчен, а људи су ноћу спавали у аутомобилима због саобраћајне гужве на излазу. Уместо уобичајених 2 сата вожње, људима је требало 30 сати да доласка на крајњу дестинацију - Јерменију.
Премијер Јерменије и Харетз описали су егзодус као етничко чишћење.

## Међународни одговор
Као одговор на хуманитарну кризу, бројне земље обећале су помоћ за помоћ јерменским избеглицама, укључујући Иран и ЕУ уз обећање од 5 милиона евра. Шефица УСАИД-а Саманта Пауер допутовала је у Јерменију заједно са вршиоцем дужности помоћника секретара америчког Стејт департмента за Европу и евроазијска питања Јуријем Кимом да посети погођене људе и обећала хуманитарну помоћ од 11,5 милиона долара. Пауер је рекао да су „многи од оних који су стигли патили од тешке неухрањености, према налазима присутних лекара.